# Адміністративний устрій Житомирської області
Адміністративний поділ Житомирської області: 4 адміністративні райони, 12 міських, 22 селищні та 32 сільські територіальні громади, 12 міст, 43 селища міського типу, 1593 сільських населених пунктів. Найбільші міста: Житомир, Бердичів, Звягель, Коростень. Адміністративний центр — місто Житомир.
Житомирська область була утворена 22 вересня 1937 року. Її площа становить 29,8 тис. км². Чисельність населення — 1 млн. 279 тис. осіб (2,8 % від населення України), в тому числі міського населення — 741,2 тис. осіб, сільського — 537,8 тис. осіб. Густота населення — 42.7 осіб на км².

## Історія
1939 року відновлено Бердичівський район, наприкінці 1939 – поч. 1940 рр. створено Коростенський район (з 38 сільрад міськради м. Коростеня).
7 червня 1946 р. була перейменована значна кількість сіл, сільрад і т. інш.
 5 серпня 1965 р. була перейменована значна кількість населених пунктів.
Ліквідовані райони
- Базарський
- Барашівський (1962)
- Білилівський
- Білопільський
- Вчорайшенський[7]
- Городницький[7]
- Довбиський (Довбишський)[7] (також як і Мархлевський р-н)
- Іванківський (Левківський)
- Коднянський (Солотвинський)
- Корнинський[7]
- Потіївський
- Словечанський (1962)
- Ставищенський
- Троянівський[7]
- Фасівський
- Ходорківський
- Чоповицький[7]
- Янушпільський[7]
- Ярунський (1958)[7]

28.11.1957 р. скасовано 7 районів, 04.06.1958 замість скасованого Ярунського створено Новоград-Волинський район. 21.01.1959 р. ліквідовано 2 райони.
У 1962 р. після укрупнення сільських районів залишилось 11 районів. Таким чином скасовувались 14 районів (крім 2-х вищезазначених): Андрушівський, Баранівський, Брусилівський, Володарсько-Волинський, Житомирський, Лугинський, Любарський, Народицький, Радомишльський, Ружинський, Червоноармійський та Чуднівський. 
У 1965 р. деякі з них були відновлені до 16.
У грудні 1966 р. відновилось ще 6 районів: Баранівський, Володарсько-Волинський, Лугинський, Народицький, Червоноармійський, Чуднівський.
4 травня 1990 — створено Брусилівський район
17 липня 2020 року, в результаті адміністративно-територіальної реформи утворено нові укрупнені Бердичівський, Житомирський, Коростенський і Новоград-Волинський райони, а усі старі райони ліквідовано.

### Райони (з 2020 року)
| № | Назва         | Адм. центр   | Адм. устрій |
| - | ------------- | ------------ | ----------- |
| 1 | Бердичівський | м. Бердичів  | Адм. устрій |
| 2 | Житомирський  | м. Житомир   | Адм. устрій |
| 4 | Звягельський  | м. Звягель   | Адм. устрій |
| 3 | Коростенський | м. Коростень | Адм. устрій |

## Таблиці адміністративних одиниць (до 2020 року)
| №  | Назва               | Герб | Населення, тис. жит. | Територія, км² | Густота, осіб/км² | Адміністративний центр | Карта |
| -- | ------------------- | ---- | -------------------- | -------------- | ----------------- | ---------------------- | ----- |
| 1  | Андрушівський       |      | 34,7                 | 960            | 36.3              | Андрушівка             |       |
| 2  | Баранівський        |      | 41,8                 | 1 000          | 42.1              | Баранівка              |       |
| 3  | Бердичівський       |      | 29,3                 | 865.2          | 34.1              | Бердичів               |       |
| 4  | Брусилівський       |      | 15,5                 | 625            | 25.1              | Брусилів               |       |
| 5  | Ємільчинський       |      | 34,8                 | 2 112          | 16.7              | Ємільчине              |       |
| 6  | Житомирський        |      | 69,9                 | 1 441          | 48.4              | Житомир                |       |
| 7  | Коростенський       |      | 28,4                 | 1 764          | 16.2              | Коростень              |       |
| 8  | Коростишівський     |      | 40,9                 | 973.9          | 42.2              | Коростишів             |       |
| 9  | Лугинський          |      | 17,3                 | 994            | 17.6              | Лугини                 |       |
| 10 | Любарський          |      | 27,9                 | 757            | 37.2              | Любар                  |       |
| 11 | Малинський          |      | 19,8                 | 1 406          | 14.2              | Малин                  |       |
| 12 | Народицький         |      | 9,6                  | 1 284          | 7.5               | Народичі               |       |
| 13 | Новоград-Волинський |      | 47,2                 | 2 098          | 22.6              | Новоград-Волинський    |       |
| 14 | Овруцький           |      | 59,4                 | 3 222          | 18.5              | Овруч                  |       |
| 15 | Олевський           |      | 42,1                 | 2 248          | 18.7              | Олевськ                |       |
| 16 | Попільнянський      |      | 33                   | 1 037          | 32.1              | Попільня               |       |
| 17 | Пулинський          |      | 23,6                 | 853            | 27.8              | Пулини                 |       |
| 18 | Радомишльський      |      | 36,6                 | 1 297          | 28.6              | Радомишль              |       |
| 19 | Романівський        |      | 29,3                 | 927,9          | 31.8              | Романів                |       |
| 20 | Ружинський          |      | 28,4                 | 1 002          | 28.8              | Ружин                  |       |
| 21 | Хорошівський        |      | 35,7                 | 869.8          | 41.1              | Хорошів                |       |
| 22 | Черняхівський       |      | 30,2                 | 850            | 35.9              | Черняхів               |       |
| 23 | Чуднівський         |      | 36,6                 | 1 037          | 35.4              | Чуднів                 |       |

### Міста
| №  | Назва               | Герб | Населення | Площа, км² | Адмін. центр | Мапа | Склад |
| -- | ------------------- | ---- | --------- | ---------- | ------------ | ---- | ----- |
| 1  | Бердичів            |      | 78,5      | 35.33      |              |      |       |
| 2  | Житомир             |      | 271 172   | 65         |              |      |       |
| 3  | Новоград-Волинський |      | 56 066    | 26.67      |              |      |       |
| 4  | Коростень           |      | 65 592    | 33.85      |              |      |       |
| 5  | Малин               |      | 26 941    | 60.92      |              |      |       |
| 6  | Андрушівка          |      | 9049      | 6.8        |              |      |       |
| 7  | Баранівка           |      | 11 978    | 79         |              |      |       |
| 8  | Коростишів          |      | 25 783    | 9,74       |              |      |       |
| 9  | Овруч               |      | 16 681    | 9          |              |      |       |
| 10 | Олевськ             |      | 10 229    | 10         |              |      |       |
| 11 | Радомишль           |      | 15 003    | 6,5        |              |      |       |
| 12 | Чуднів              |      | 5 357     | 8,3        |              |      |       |